# 국제민주연합
국제민주연합 (國際民主聯合, 영어: International Democrat Union, 약칭 IDU) 은 민주주의와 보수주의를 지향하는 정당들의 국제적 연합체이다.
1983년 6월 24일, 영국의 당시 수상 마거릿 대처를 비롯해, 미국의 당시 부통령 조지 H.W. 부시, 독일의 당시 총리 헬무트 콜, 당시 파리 시장이었던 자크 시라크 등 세계 각지의 저명한 인사들이 창립한 이 단체는, 서로 비슷한 관점을 지닌 세계의 중도우파 정당들이 모여 서로의 생각을 공유하고 당면한 문제에 대해 공동으로 해결하기 위한 모임의 장소를 제공하고 있으며, 1951년과 2013년에 각각 창설된 좌파 정당기구인 사회주의 인터내셔널과 진보동맹에 대항하기 위한 성격을 가지고 있다고 소개한다.
초대 의장(議長)으로는 당시 오스트리아의 국민당 당수였던 알로이스 모크가 선출되었고, 초대 사무국장으로는 영국 보수당의 스콧 해밀턴이 선출되었다. 최고결정기구로 2년마다 열리는 당수회의가 있으며, 당수회의가 열리지 않은 해는 집행위원회가 열린다. 
현재 국제민주연합은 노르웨이의 오슬로에 본부를 두고, 60개 이상의 국가들에서 80개가 넘는 정당으로 이뤄진 정회원 및 준회원이 참여하고 있으며 옵저버 제도도 마련되어 있다. 현재 의장(Chairman)은 2006년부터 2015년까지 캐나다의 총리를 역임했던 스티븐 하퍼이며, 부의장(Deputy Chairman)은 2003년부터 2016년까지 오스트리아 자유당의 연방 부장을 역임했던 브라이언 로우난이다.
국제민주연합 산하에는 권역별로 아프리카 민주연합 (DUA), 라틴아메리카 민주연합 (UPLA), 아시아-태평양 민주연합 (APDU), 카리브해 민주연합 (CDU) 및 유럽 국민당 (EPP)와 유럽 보수와 개혁의 6개 그룹이 있으며 부차적으로 국제 청년 민주연합 (IYDU)과 국제 여성 민주연합 (IWDU), 경제에 특화된 SME Global의 3개 그룹이 있다. 
대한민국의 국민의힘은 1990년 7월 전신인 민주자유당이 아시아-태평양 민주연합에 가입함에 따라 IDU의 회원국이 되었으며, 1992년 10월에 민주자유당의 김종필 대표위원이 스페인 마드리드에서 열린 국제민주연합 세계 당수회의에 참석하여 수락연설을 함으로써 정식 회원국으로서의 첫 활동을 시작하였다. 이후 1995년 민주자유당의 주최로 서울특별시에서 국제 회의가 개최되었을 때 김영삼 전 대통령이 당총재 자격으로 참여하였으며, 2014년 11월 19일부터 사흘간 개최된 서울 국제 회의에서 '자유와 민주주의의 도약 - 새로운 도전에 맞서'(Strengthening Freedom and Democracy - Meeting New Challenges)를 주제로 보수 정치의 미래와 세계 경제의 발전과 평화, 정당 간 교류협력 및 우호증진 방안 등에 대해 각국이 의견을 교환하였다. 이 회의에서 새누리당의 김무성 대표는 한국 정당정치와 민주화 발전 방향, 그리고 북한의 핵과 인권 문제에 대한 기조연설을 하였다. 한편, 한나라당의 박진(朴振) 의원이 연합의 부의장(Deputy Chairman)을 맡은 바 있으며, 2021년 현재 국민의힘의 김세연 전 의원이 부위원장(Vice Chairman)을 맡고 있다. 
중화민국이 정식 국명으로 활동하는 몇 안되는 국제단체 중 하나인데, 중화인민공화국이 참여하지 않아 국명에 대한 갈등이 전혀 없기 때문이다. 중화인민공화국을 '미가입국'으로 간주하므로, 국제민주연합은 중화민국만이 중국을 대표하는 것으로 보지 않는다.

## 정회원
| 국가명         | 정당명                  | 집권 여부    | 원어로 표기한 정당명                                               |
| -------------- | ----------------------- | ------------ | ------------------------------------------------------------------ |
| 대한민국       | 국민의힘                | 집권         | 국민의힘(People Power Party)                                       |
| 영국           | 보수당                  | 비집권       | (Conservative and Unionist Party, CUP)                             |
| 미국           | 공화당                  | 집권         | (Republican, GOP)                                                  |
| 유럽 연합      | 유럽 국민당             | 집권         | (European People's Party)                                          |
| 유럽 연합      | 유럽 보수와 개혁        | 비집권       | (Alliance of European Conservatives and Reformists)                |
| 독일           | 독일 기독민주연합       | 집권 제1여당 | (Christlich-Demokratische Union Deutschlands, CDU)                 |
| 독일           | 바이에른 기독사회연합   | 집권 제2여당 | (Christlich-Soziale Union in Bayern, CSU)                          |
| 캐나다         | 캐나다 보수당           | 비집권       | (CPC, Parti conservateur du Canada)                                |
| 프랑스         | 공화당                  | 비집권       | (Union pour un Mouvement Populaire, UMP)                           |
| 알바니아       | 알바니아 민주당         | 집권         | (Partia Demokratike e Shqipërisë)                                  |
| 일본           | 일본 자민당             | 집권         | (Liberal Democratic Party, LDP)                                    |
| 오스트레일리아 | 오스트레일리아 자유당   | 집권 제1여당 | (Liberal Party of Australia, LP)                                   |
| 오스트리아     | 오스트리아 국민당       | 집권 제2여당 | (Österreichische Volkspartei, ÖVP)                                 |
| 아제르바이잔   | 아제르바이잔 국가독립당 | 비집권       | (NIPA, Azərbaycan Milli İstiqlal Partiyası)                        |
| 불가리아       | '민주주의의 힘' 연합    | 비집권       | (Saiuz na demokratichnite sili)                                    |
| 중화민국       | 중국 국민당             | 비집권       | 中國國民黨 (Zhōngguó Guómíndǎng), Chinese Nationalist Party, KMT)  |
| 칠레           | 독립민주연합            | 집권 제1여당 | (Union Democrata Independiente, UDI)                               |
| 칠레           | 국민혁신                | 집권 제2여당 | (Partido Renovacion Nacional, RN)                                  |
| 콜롬비아       | 콜롬비아 보수당         | 집권         | (Partido Conservador Colombiano, PCC)                              |
| 크로아티아     | 크로아티아 민주연합     | 집권 제2여당 | (Hrvatska demokratska zajednica, HDZ)                              |
| 키프로스       | 민주집회당              | 집권         | (Dimokratikos Synagermos, DISY)                                    |
| 체코           | 시민민주당              | 집권 제2여당 | (Občanská demokratická strana, ODS)                                |
| 덴마크         | 보수인민당              | 비집권       | (Det Konservative Folkeparti, KFP)                                 |
| 엘살바도르     | 민족공화동맹            | 비집권       | (Alianza Republicana Nacionalista, ARENA)                          |
| 에스토니아     | 조국을 위한 공화국 연합 | 집권         | (Isamaa ja Res Publica Liit, IRL)                                  |
| 핀란드         | 국민연합당              | 집권         | (Kansallinen Kokoomus, KOK)                                        |
| 그리스         | 신민주주의당            | 집권         | Νέα Δημοκρατία (Nea Demokratia), ND)                               |
| 과테말라       | 연합당                  | 비집권       | Partido Unionista, PU)                                             |
| 온두라스       | 온두라스 국민당         | 집권         | (Partido Nacional de Honduras, PNH)                                |
| 헝가리         | 피데스                  | 집권         | (Fidesz - Magyar Polgári Szövetség, FIDESZ)                        |
| 몰도바         | 몰도바 자유민주당       | 비집권       | (Partidul Liberal Democrat din Moldova, PLDM)                      |
| 뉴질랜드       | 뉴질랜드 국민당         | 비집권       | (New Zealand National Party, NZNP)                                 |
| 노르웨이       | 우파당                  | 집권 제1여당 | (Høyre, H)                                                         |
| 포르투갈       | 인민당                  | 집권 제2여당 | (Partido do Centro Democrático e Social / Partido Popular, CDS/PP) |
| 세르비아       | 세르비아 민주당         | 비집권       | Демократска странка Србије (Demokratska stranka Srbije), DSS)      |
| 슬로베니아     | 슬로베니아 민주당       | 비집권       | (Slovenska demokratska stranka, SDS)                               |
| 스페인         | 국민당                  | 비집권       | (Partido Popular, PP)                                              |
| 스리랑카       | 민족통합당              | 비집권       | එක්සත් ජාතික පක්ෂය (Eksath Jathika Pakshaya), UNP)                      |
| 스웨덴         | 온건당                  | 비집권       | (Moderata Samlingspartiet, M)                                      |
| 탄자니아       | 민주진보당              | 비집권       | (Chama cha Demokrasia na Maendeleo, CHADEMA)                       |

## 준회원
- 볼리비아 - 사회와 민주의 힘 (Poder Democrático Social, PODEMOS)
- 조지아 - 신보수당 (NCP)
- 가나 - 신애국당
- 그레나다 - 신국가당 (NNP)
- 이탈리아 - 이탈리아의 형제들 (FdI)
- 몰타 - 국가당 (PN)
- 몽골 - 민주당
- 모잠비크 - 모잠비크 민족 레지스탕스 (Resistencia Nacional de Mocambique, RENAMO)
- 나미비아 - 나미비아 민주 투른할레 동맹 (DTA)
- 파라과이 - 국가공화연합 - 콜로라도당 (Asociación Nacional Republicana-Partido Colorado, ANR-PC)
- 페루 - 기독당 (Partido Popular Cristiano, PPC)
- 포르투갈 - 대중민주당/사회민주당 (Partido Popular Democrático/Partido Social Democrata, PPD/PSD) (유럽 민주연합의 회원이나 국제민주연합의 회원은 아님[9])
- 세인트키츠 네비스 - 인민행동당 (PAM)
- 세인트빈센트 그레나딘 - 신민주당
- 자메이카 - 자메이카 노동당 (JLP)
- 베네수엘라 - 프로젝트 베네수엘라 (PV)

## 옵저버
- 보스니아 헤르체고비나 - 민주진보당 (Partija demokratskog progresa, RS)
- 과테말라 - 통일당 (Partido Unionista, PU)
- 라이베리아 - 단결당
- 북마케도니아 - 내부 마케도니아 혁명 기구-마케도니아 국민통합민주당 (Внатрешна македонска револуционерна организација – Демократска партија за македонско национално единство, VMRO-DPMNE)
- 세르비아 - G17 플러스 (G17+)

## 같이 보기
- 사회주의 인터내셔널 : 사회주의 정당들의 국제적 연합체
- 진보동맹 : 진보주의 정당들의 국제적 연합체
- 자유주의 인터내셔널 : 자유주의 정당들의 국제적 연합체
- 국민의힘 : 국제민주연합에 소속된 대한민국의 정당
- 유럽 국민당 : 국제민주연합에 소속된 유럽연합 정당